# پیازیان
پیازیان (نام علمی: Allioideae) نام یک زیرخانواده از گیاهان گلدار تک‌لپه‌ای در تیره نرگسیان، راسته مارچوبه‌سانان است. قبلاً به عنوان یک خانواده جداگانه، به نام Alliaceae تلقی می‌گردید.
نام علمی آن از نام زیرخانوادهٔ نوع سرده والک (Allium) مشتق شده است. پیازیان از هجده سرده تشکیل شده‌اند.
پیازیان با گل‌آذین چتری و بوی مشخص سیر یا پیاز هستند.